# Отто Сірго
Отто Сірго Альєр (ісп. Otto Sirgo Haller; нар. 19 грудня 1946, Гавана) — мексиканський актор театру, кіно та телебачення.

## Життєпис
Народився 19 грудня 1946 року в Гавані, Куба, в акторській родині кубинця Отто Сірго-старшого (1919—1966) та мексиканки Магди Альєр (1915—1981). Його бабусею з материного боку була акторка Кончіта Джентіль Аркос (1897—1982), сестра акторки Марії Джентіль Аркос (1905—1965). Батьки розлучилися, коли він був малий. У 8-річному віці, під час відпочинку з матір'ю в Іспанії, знявся в невеликій ролі в іспанській стрічці «Паспорт для ангела». Пізніше в Мексиці багато знімався в кіно та на телебаченні, паралельно розвивалася його театральна кар'єра. Також спробував себе як режисер теленовел.
Протягом 45 років перебував у шлюбі з акторкою Малені Моралес. У подружжя народились троє дітей — Валері, Таня та Крістіан. Шлюб тривав до смерті дружини 21 листопада 2020 року від раку легень.

## Вибрана фільмографія
| Рік       |   | Українська назва                 | Оригінальна назва            | Роль                   |
| --------- | - | -------------------------------- | ---------------------------- | ---------------------- |
| 1954      | ф | Паспорт для ангела               | Pasaporte para un ángel      | –                      |
| 1970      | с | Хрест Маріси Крусес              | La cruz de Marisa Cruces     | Ектор                  |
| 1974      | с | Знедолені                        | Los miserables               | Фелікс Томлоєс         |
| 1974      | с | Нарозхват                        | Barata de primavera          | Антоніо Марина         |
| 1977      | с | Помста                           | La venganza                  | Альфонсо               |
| 1977      | с | Ріна                             | Rina                         | Омар                   |
| 1978—1979 | с | Мама-компаньйонка                | Mamá companita               | Енріке                 |
| 1980      | с | Молодість                        | Junentud                     | Рафаель                |
| 1983—1984 | с | Самотнє серце                    | Un solo corazón              | Оскар Паділья          |
| 1984—1986 | с | Принцеса                         | Princhipessa                 | Родольфо               |
| 1987—1988 | с | Дика роза                        | Rosa salvaje                 | дон Анхель де ла Уерта |
| 1991      | с | Дотягнутися до зірки 2           | Alcanzar una estrella 2      | Алехандро Лоредо       |
| 1995—1996 | с | Узи кохання                      | Lazos de amore               | Едуардо Рівас          |
| 1997—1998 | с | Таємниця Алехандри               | El secreto de Alejandra      | Карлос                 |
| 1998      | с | Світло на шляху                  | Una luz en el camino         | падре Федеріко         |
| 1999      | с | Бунтівна душа                    | Alma rebelde                 | дон Марсело Рівас Гілл |
| 1999—2006 | с | Жінка, випадки з реального життя | Mujer, casos de la vida real | різні персонажі        |
| 2003      | с | Моя кохана дівчинка              | Niña amada mía               | Октовіо Уріарте        |
| 2005      | с | Незаймана дружина                | La esposa virgen             | доктор Місаель Мендоса |
| 2006—2007 | с | Кохання без меж                  | Amor sin limites             | Альфредо Тоскано       |
| 2007—2008 | с | Слово жінки                      | Palabra de mujer             | Маріано Альварес Хунко |
| 2008      | с | Жінки-вбивці                     | Mujeres asesinas             | доктор Мансанос        |
| 2008—2009 | с | Удар в серце                     | Un gancho al corazon         | Сальвадор Ульйоа       |
| 2009      | ф | Свіжеспіймана                    | Ricién cazado                | Шеф                    |
| 2012      | с | Заради неї я Єва                 | Por ella soy Eva             | Хесус Лагаррета        |
| 2013      | с | Те, що життя в мене вкрало       | Lo que la vida me robó       | Рехіно                 |
| 2014      | ф | Кантінфлас                       | Cantinflas                   | Андрес Солер           |
| 2016      | с | Роза Гвадалупе                   | La Rosa Guadalupe            | Алехандро              |
| 2016—2017 | с | Тричі Ана                        | Tres veces Ana               | Родріго Касасола       |
| 2019      | с | Рінго                            | Ringo                        | Іван Гарай             |

Режисер
- 1984 — Дві жінки в моєму домі (телесеріал) / Dos mujeres en mi casa
- 1989 — Батько-одинак (телесеріал) / Papá soltero
- 1994—1995 — Рожеве мереживо (телесеріал) / Agujetas de color de rosa
- 1997 — Душа не має кольору (телесеріал) / El alma no tiene color

## Нагороди та номінації
TVyNovelas Awards
- 1992 — Найкращий актор другого плану (Дотягнутися до зірки 2).
- 1996 — Найкращий актор другого плану (Узи кохання).
- 2017 — Номінація на найкращого актора другого плану (Тричі Ана)[2].

Золотий мікрофон
- 2015 — нагорода у категорії Художня майстерність.